# Śleszówka
Śleszówka – potok, lewy dopływ Skawy o długości 3,42 km i powierzchni zlewni 3,64 km²
Potok ma dwa źródłowe cieki; jeden u południowych, drugi u północnych podnóży Jedlicznika. Spływa w północno-wschodnim kierunku pomiędzy Tarnawą Dolną i Mucharzem. W Skawcach uchodzi do Skawy (do zbiornika Świnna Poręba) na wysokości ok. 295 m n.p.m.